# File Service Protocol
Das File Service Protocol (FSP) ist ein Netzwerkprotokoll zum öffentlichen Bereitstellen von Dateien. Es kann mit einem öffentlichen FTP-Archiv verglichen werden. Anders als FTP nutzt FSP für die Verbindung zwischen Client und Server das zustandslose UDP.

## Merkmale von FSP
- Robust: FSP kann sehr gut mit Störungen im Netzwerk umgehen. Ein laufender Übertragungsvorgang kann zu jeder Zeit gestoppt und wieder aufgenommen werden. Falls der Server während einer Übertragung ausfallen sollte, kann die Übertragung nach der Rückkehr des Servers wieder aufgenommen werden.
- Einfaches Protokoll: Es ist nicht nötig, Informationen über die zuletzt ausgeführten Befehle zu haben. So kann es zum Beispiel extra Programme für das Anzeigen eines Verzeichnisses und das Herunterladen einer Datei geben.
- Die Ressourcen des Servers werden nur wenig belastet, auch viele Benutzer können durch Verwendung einer zustandslose UDP-Verbindung gleichzeitig darauf zugreifen
- FSP-Server und Clients sind bisher nur sehr wenig verbreitet
- Der reine Datendurchsatz mit FSP und einer problemlosen Verbindung ist deutlich niedriger im Vergleich zu FTP oder HTTP

## Clients
- gFTP
- fspclient